# Control and Reporting Centre
Ein Control and Reporting Centre (CRC) ist in den NATO-Ländern und in den österreichischen Luftstreitkräften eine militärische Luftraumüberwachungszentrale. Die CRC der Luftwaffe der Bundeswehr (CRC Lw) sind Teil des integrierten Luftverteidigungssystems der NATO.

## Auftrag
Der Auftrag eines CRC bestand in der radargestützten Luftraumüberwachung, Sicherstellung der Unversehrtheit des Luftraums und der Durchsetzung der Lufthoheit. Weitere Aufgabenfelder waren u. a.:
- Erstellung, Darstellung, Bewertung und Verteilung der Luftlage,
- zivil/militärische Luftraumkoordinierung,
- Leitung von Abfangjägern, Air Policing und Renegade Aircraft Investigation,
- Führung und Unterstützung von Waffeneinsatz und Koordination mit den FlaRak-Verbänden und
- Ausbildung, Übung und Interaktive Simulation.

Der Auftrag wurde im NATO-Verbund und in Abstimmung mit dem Innenressort sowie der DFS erfüllt.
Mit der veränderten Bedrohungslage und der Transformation des Radarführungsdienstes zum heutigen EinsFüDstLw in West und Ost wurden die Radarstandorte, CRC und EinsFüBer im Rahmen von Luftwaffenstrukturanpassungen bis 2010 ständig zurückgefahren, wobei der Personalbestand ebenfalls verringert werden musste.

## Nutzung / Datenanbindung
Die CRC sind in die Organisationsstruktur der Luftwaffe eingebettet. Sie sind in der Regel ortsfest in verbunkerten Schutzbauwerken untergebracht, können aber auch in ECM-gehärteten oberirdischen Gebäuden betrieben werden.
CRC verfügen über nationale Führungs- und Waffeneinsatzsysteme (FüWES), Gefechtsführungssysteme (GefFüSys) und zukünftig über das Führungs- und Waffeneinsatzsystem der Luftwaffe, NATO-Bezeichnung: Air Command and Control System (ACCS). Die Datenversorgung erfolgt mit diversen taktischen Datenlinks, Anbindung von Radar-Sensoren (über MilRADNET) sowie Radar- und Flugplandatennetze. Die Standard-Kommunikationsanbindung erfolgt über KOFA (Luftwaffe).
Zur Zeit des Kalten Krieges war die Verteidigung des Luftraums über Mitteleuropa (Bundesrepublik Deutschland, Niederlande, Belgien, Luxemburg) vollständig integriert und wurde von zwei taktischen Luftarmeen im Rahmen der NATO wahrgenommen. Die Second Allied Tactical Air Force war aus der britischen 2 Tactical Air Force (HQ in Bad Eilsen, ab 1954 im JHQ – Joint Headquarters von NORTHAG, 2 ATAF und BAOR – in Rheindahlen) hervorgegangen, während Fourth Allied Tactical Air Force (HQ in Ramstein Air Base) von der US Air Force geprägt war. Der Luftraum war in vier Sektoren (Sectors) eingeteilt, die von Nord nach Süden fortlaufend nummeriert waren. Jeder Sektor verfügte über ein Sector Operations Center (SOC), dem die Führung aller Einsatzkräfte der Luftverteidigung (Early Warning, Abfangjäger, Flugabwehrraketen) oblag. Jeweils zwei Sektoren unterstanden einem Air Defense Operations Center (ADOC). Ein Sonderfall stellte Sector 4 dar, der in der ursprünglichen Planung von den französischen Luftstreitkräften übernommen werden sollte (SOC 4 Drachenbronn). Mit dem Ausscheiden Frankreichs aus der NATO-Integration 1966 war diese Planung hinfällig und erst 1988 wurde SOC 4 als deutsche Kommandobehörde in Meßstetten realisiert.
Die Unterstellung der CRC im Bereich Allied Air Forces Central Europe (AAFCE):
- Second Allied Tactical Air Force:
- ADOC Maastricht (Niederlande), als Joint Operations Center Maastricht (JOC Maastricht) konzipiert. 1983 begann der Bau des Static War Headquarters Castlegate in Linnich. Ein Alternate War HQ befand sich in Kanne (Belgien)
  - SOC 1 Brockzetel
  - CRC Brockzetel, I./FmRgt 34, call sign ROUND UP (einsatzbereit 1956, 1960 Übergabe von RAF an Luftwaffe)
  - CRC Brekendorf, III./FmRgt 34, call sign BUGLE (einsatzbereit 1957, 1959 Übergabe von RAF an Luftwaffe)
  - CRC Visselhövede, II./FmRgt 34, call sign SILVER CORK (erbaut ab 1969 durch Bundesbauverwaltung, einsatzbereit 1973)
  - CRC Nieuw Milligen, Niederländische Luftstreitkräfte, call sign BANDBOX (einsatzbereit 1949)[1]

- - SOC 2 Uedem
  - CRC Uedem, I./FmRgt 33, call sign CRABTREE (einsatzbereit 1957, 1961 Übergabe von RAF an Luftwaffe)
  - CRC Auenhausen, III./FmRgt 33, call sign BACKWASH (einsatzbereit 1956, 1960 Übergabe von RAF an Luftwaffe)
  - CRC Erndtebrück, II./FmRgt 33, call sign LONE SHIP (erbaut ab 1963 durch Bundesbauverwaltung, einsatzbereit 1968)
  - CRC Glons, Belgische Luftstreitkräfte, call sign RACKET (einsatzbereit 1953)

- Fourth Allied Tactical Air Force:
- ADOC Kindsbach, der Bunker Kindsbach Cave war zugleich Kriegshauptquartier von 4 ATAF, 1985 begann der Bau eines Static War Headquarters in Ruppertsweiler, 1992 aufgegeben.
  - SOC 3 Birkenfeld, 601st Tactical Control Wing (USAFE) (einsatzbereit 1962, ersetzte SOC Langerkopf)
  - CRC Börfink, I./FmRgt 32, call sign HARD WHEEL (später: HARDTIRE) (einsatzbereit 1964, 1965 Übergabe von USAFE an Luftwaffe)
  - CRC Lauda, II./FmRgt 32, call sign BATMAN (zwischenzeitlich: STRAW BASKET) (einsatzbereit 1960, ersetzte CRC Giebelstadt/USAFE)
  - CRC und ab 1988 SOC 4 Meßstetten, I./FmRgt 31, call sign SWEET APPLE (einsatzbereit 1964, ersetzte CRC Türkheim/USAFE)
  - CRC Freising, II./FmRgt 31, call sign COLD TRACK (einsatzbereit 1946, 1961 Übergabe von USAFE an Luftwaffe)

## Führung
Die Führung der CRC erfolgt in NATO-Ländern einsatzorientiert jeweils über ein definiertes Combined Air Operations Centre (CAOC).
Nationale Einsätze werden von der Führungszentrale Nationale Luftverteidigung (FüZNatLV) geführt.

### Luftwaffe (Bundeswehr)
In der Luftwaffe der Bundeswehr sind die CRC Bestandteil des Einsatzführungsdienstes (EinsFDstLw) und truppendienstlich dem Kommando Einsatzverbände Luftwaffe unterstellt. Jedem CRC ist ein Einsatzführungsbereich (EinsFüBer oder EFB) mit Stabs- und Unterstützungskompanie (Stabs-/UstgKp) und Abgesetzten Technischen Zügen (AbgTZg) zugeordnet. Die AbgTZüge betreiben stationäre Radaranlagen der Typen GM 406F, HADR oder RRP 117. Die EinsFüBer der Luftwaffe haben in der Regel Regimentsstatus.
Siehe dazu auch
Die CRC und Jagdgeschwader der Luftwaffe verfügen über CIMACT Remote Access Cabaility. Hier kann bei Bedarf der betreffende Jet-Pilot Verlauf und Effizienz seiner Fightermission unmittelbar nach der Landung in einem Debriefing in Video-Konferenzqualität face-to-face mit dem CRC-Fighter-Operator/Air-Controller analysieren und nachbereiten.
Derzeit werden in Deutschland das CRC Erndtebrück und CRC Schönewalde operationell betrieben.
Besonderheit
Das Deployable Control and Reporting Centre (DCRC) der Luftwaffe in Holzdorf (⊙) ist dem stationären CRC fast gleichwertig und verfügt zusätzlich über  verlegefähige Radargeräte RAT 31DL/M. Die RAT 31DL/M "Friedensausbildungsstellung" (FAUST) liegt in der Kasernenanlage Schönewalde.